# Гвозда, Николай Янович
Николай Янович Гвозда (русин. Николай Гвозда; 24 декабря 1926, Ладомирова, Прешовский край, Чехословакия — 3 сентября 2010) — русинский поэт.

## Биография
Родился в бедной крестьянской семье. Отца не знал, так как тот ещё до рождения сына отправился на заработки за океан, в Аргентину. Рос в тяжёлых социальных условиях, с детства работал на поле.
Много времени проводил в православном монастыре, где обучился грамоте. Окончил школу. Работал на строительстве государственных дорог. С 1942 г. учился на автомеханика. Получил водительские права. Пять месяцев служил в армии.
С 1951 до смерти работал водителем чехословацкого автотранспортного предприятия в Свиднике.
Сторонник русинских национальных позиций.

## Творчество
Автор стихов, которые печатались в украинских СМИ ("Нове життя‟). Ему принадлежат 4 отдельных сборника поэзии и стихи в трёх коллективных сборниках. Его сочинения печатались в разных русинских литературных альманах и сборниках, в 2010 году издан сборник под названием «Русиньскы соловї».

## Избранные произведения
- 2002 — Квіткы з моёй загородкы
- 2006 — Сповідь Русина